# Aeroportul Deir ez-Zor
Aeroportul Deir ez-Zor (IATA: DEZ, ICAO: OSDZ) este un aeroport din Guvernoratul Deir ez-Zor, Siria ce deservește zona Deir ez-Zor. A fost numit după zona deservită.
Situat la o altitudine de 213 m, aeroportul dispune de o singură pistă.